# 萊曼峰
84°51′S 179°35′E / 84.850°S 179.583°E
萊曼峰（Layman Peak），是南極洲的山峰，位於杜費克海岸，處於貝洛斯山以東6公里和麥金泰爾角以北7公里，屬於毛德王后山脈的一部分，海拔高度2,560米，現時由南極條約體系管理。